# Abra del Cóndor (Iruya)
Als Abra del Cóndor (Kondorpass) werden ein Gebirgspass sowie das den Pass umgebende Gebiet auf der Puna-Hochebene im Nordwesten Argentiniens bezeichnet. Der Pass befindet sich in der Provinz Salta an der Grenze zur Provinz Jujuy. Die Passhöhe beträgt 3940 m.
In Richtung Südwesten führt die Ruta 13 zum 21 km entfernten Iturbe. In Richtung Nordosten führt die Ruta 133 auf einer steilen, kurvenreichen Strecke von 19 km zum 1200 m tiefer gelegenen Iruya.
An der Abra del Cóndor befindet sich eine Apacheta, ein Steinhaufen in der Funktion eines Altars, auf dem die ortsansässigen Kolla-Indianer zu Ehren der Gottheit Pachamama Opfergaben darbringen. 
50 km nördlich der Abra del Condor befindet sich ein Gebirgspass gleichen Namens. 